# Dźagdalpur
Dźagdalpur (hindi जगदलपुर, trl. Jagdālpur) – miasto w środkowo-wschodnich Indiach, w południowej części stanu Ćhattisgarh, w dystrykcie Bastar, około 240 km w linii prostej na południe od stolicy stanu – Rajpuru. Jest siedzibą administracyjną dystryktu.
W 2011 było ósmym pod względem liczby ludności miastem w stanie, najludniejszym w dystrykcie. Zamieszkiwało je 125 463 osoby, co stanowiło ok. 8,9% ludności dystryktu. Mężczyźni stanowili 51% populacji, kobiety 49%. Umiejętność pisania posiadało 84,91% mieszkańców w przedziale od siedmiu lat wzwyż, przy czym odsetek ten był wyższy u mężczyzn – 90,84%. Wśród kobiet wynosił 78,77%. Dzieci do lat sześciu stanowiły 11,3% ogółu mieszkańców miasta. W strukturze wyznaniowej przeważali hinduiści – 81,80%. Chrześcijaństwo deklarowało 9,44%; 5,32% liczyła społeczność muzułmanów, 1,81% dźinistów, 1,27% sikhów, 0,21% buddystów. Około 31,5% mieszkańców miasta żyło w slumsach.
Około 45 km od Dźagdalpur położony jest wodospad Ćitrakot Dźharna.